# Un matrimonio durante la regencia
Un matrimonio durante la regencia (en francés: Un mariage sous le régence, en ruso: Брак во времена регентства) es un ballet cómico en 2 actos, con libreto y coreografía de Marius Petipa, música de Cesare Pugni y decorados de Andrei Roller.
El ballet fue presentado por primera vez por el Ballet Imperial el 30 de diciembre de 1858, en el Teatro Bolshói Kámenny, en San Petersburgo. Los bailarines principales fueron: Anna Prikhunova, como Nathalie; Maria Surovshchikova-Petipa, como Matilda; Marfa Muravieva, como Carolina; Timofei Stukolkin, como Sylph, el maestro de baile; Christian Johansson, como el conde; Marius Petipa, como el príncipe Óscar; y Lev Ivanov como el marqués.
Este fue el primer ballet completo que coreografió Petipa. Comenzó a trabajar en la obra casi un año antes del estreno y después de que su esposa regresara a los escenarios después de dar a luz a su hija Marie. La obra permaneció activa en el repertorio del Ballet Imperial hasta el año siguiente.

## Argumento
El príncipe Óscar está enamorado de la condesa Nathalie, pero antes de proponerle matrimonio, oculta su identidad para asegurarse de que ella lo ama sinceramente a él y no a su corona.